# عبدالغفار ماماه
عبدالغفار ماماه (انگلیسی: Abdoul-Gafar Mamah؛ زادهٔ ۲۴ اوت ۱۹۸۵) بازیکن فوتبال اهل توگو است.
از باشگاه‌هایی که در آن بازی کرده‌است می‌توان به باشگاه فوتبال ونتسپیلس، باشگاه فوتبال اسپارتاک ولادی‌قفقاز، باشگاه فوتبال داچیا کیشیناو، و باشگاه فوتبال شریف تیراسپول اشاره کرد.
وی همچنین در تیم ملی فوتبال توگو بازی کرده‌است.